# Broadway Row

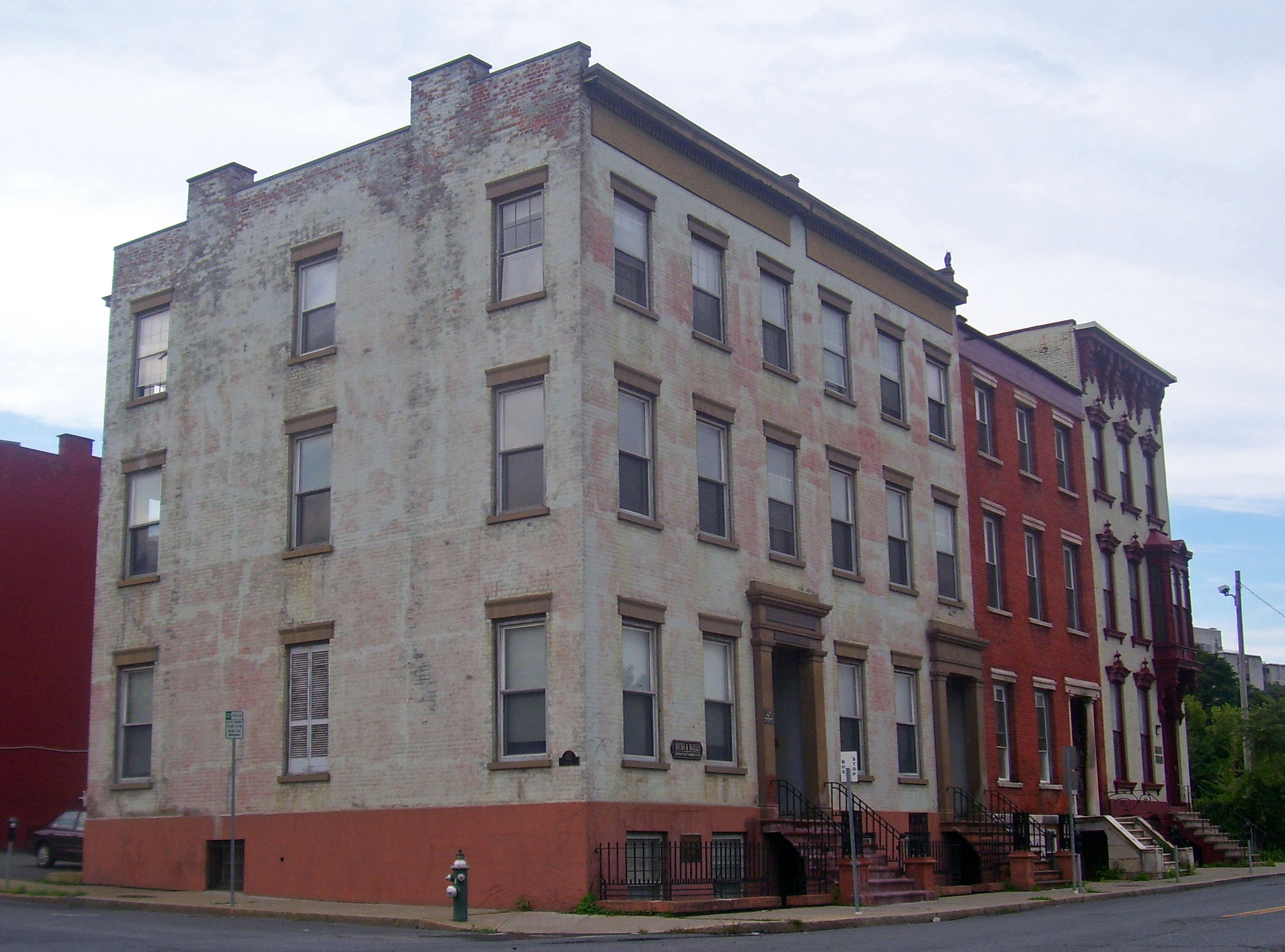
Blick auf die Häuserreihe von Südosten

Als Broadway Row (auch „buildings at 744–750 Broadway“) sind vier Reihenhäuser in Albany, New York bekannt. Die aus Backsteinen gebauten Häuser stehen an der nordwestlichen Seite der Kreuzung des Broadways mit der Wilson Street. Sie entstanden im Lauf von vier Jahrzehnten im 19. Jahrhundert, wobei die verschiedenen Architekturstile die Zeit widerspiegeln, in der sie erbaut wurden. Damals unterlag das Stadtviertel, bekannt als Fifth Ward einem raschen Wachstum, was durch den Bau des Erie Canals und der nachfolgenden Industrialisierung der Stadt hervorgerufen wurde.
Viele Reihenhäuser säumten damals den Broadway in diesem Bereich. Heute sind nach vielen Jahren des Abrisses und der Stadterneuerung davon nur diese vier Gebäude übrig. Die vier Häuser wurden 1987 gemeinsam in das National Register of Historic Places aufgenommen.

## Beschreibung
Die Kreuzung von Broadway und Wilson Street befindet sich direkt nördlich vom „Downtown Albany Historic District“. Die vier Gebäude liegen dem Edward O’Neill Federal Building auf der Südseite des Broadways gegenüber.
Alle vier Gebäude haben prinzipiell dieselbe Form. Es handelt sich um dreistöckige Häuser mit einem herausgehobenen Keller. Die Fassade spannt jeweils über drei Joche. Der Haupteingang öffnet sich zu seitlich angeordneten Hauptfluren.
In ihrer Ornamentierung unterscheiden sich die Häuser voneinander. Die beiden südlichen Reihenhäuser, 744 und 746, sind ein identisches Paar mit einer Fassade aus Sandstein. Steinerne Treppenstufen mit schmiedeeisernen Geländern führen zu den Eingängen. Sie sind von Architraven aus Sandstein und geformten Pilastern eingerahmt, darüber befindet sich ein kleiner Giebeldreieck. Sandstein wurde auch für die Einfassung und Verzierung der Fenster verwendet. An der Dachtraufe befinden sich gezähnte Gesimse und ein einfacher Fries. An der Südseite ragen paarweise Kamine vom Dach empor.
Das Haus 748 Broadway hat einen Sockel mit Bossenwerk aus Sandstein. Der Eingang wird von dorischen Säulen eingerahmt und bei der Ausformung der Fassade wurde viel Marmor verwendet. Es ist das einzige der vier Häuser, das kein Flachdach hat, sondern ein leicht geneigtes Satteldach.
Sandstein schließt auch das Kellergeschoss von 750 Broadway ab. Es hat die detaillierteste Fassade der vier Häuser. Sandstein wurde hier für die Balustraden der Stufen verwendet, die zu einem doppeltürigen Eingang führen, über dem ein Kämpferfenster sitzt. Die Fensterbänke ruhen auf Kragsteinen und Kreuzblumen befinden sich auf den Fensterstürzen. Ein Erkerfenster über dem Eingang ist üppig verziert, das Dach beginnt oberhalb des von Kragsteinen getragenen Gesimses mit dem verzierten Fries.

## Geschichte
→ Siehe Hauptartikel: Albany
Als Albany 1686 statuiert wurde, war die heutige Clinton Avenue die nördliche Stadtgrenze. Achtzig Jahre später ließ Stephen Van Rensselaer II, der Landherr der Umgebung das Gebiet direkt nördlich der damaligen Stadt und legte ein Rastergitter an, das von der Clinton Avenue bis zur North Ferry und nach Westen vom Hudson River bis zum Northern Boulevard reichte. Dieses Gebiet wurde 1795 zur Town of Colonie.
Die Bevölkerung wuchs und 1815 hatte das Gebiet eintausend Einwohner. Diese richteten eine Petition an die Regierung, um von Albany annektiert zu werden, und so wurde das Gebiet zu Albanys Fifth Ward. Als zehn Jahre später der Erie Canal gebaut wurde, der den Hudson River nur wenige Straßenblöcke nördlich der Wilson Street erreicht, kurbelte dies die Wirtschaft in der Stadt kräftig an und die Bebauung des Fifth Ward nahm zu, als ein Hafen und Eisenbahnanlagen erweitert und errichtet wurden. Außerdem siedelten sich verschiedene Industriebetriebe an, die die Vorteile des Kanals nutzten. Innerhalb eines Jahrzehnts stieg die Bevölkerung der Stadt fast auf das Doppelte.
Der Broadway wurde nördlich der Clinton Avenue zu einem Wohngebiet für die betuchteren Familien der Stadt. Der pensionierte Armeeoberst George Talcott baute 748 Broadway im Jahr 1833 in einer anonymen Adaption des Federal Style, wobei einige dekorative Elemente des Neoklassizismus eingestreut wurden. Seine Familie lebte viele Jahre in dem Haus. Es ist heute eines der gelungensten Beispiele in Albany für die Verbindung dieser beiden Baustile.
Acht Jahre später errichtete 1841 der Stadtkämmerer Sanford Cobb die beiden Häuser 744 und 746 Broadway. Die neoklassizistischen Merkmal dieser Häuser sind an dem Eingang und den Gesimsen des Hauses erkennbar. In Haus 744 lebten später Mitglieder der Familie Van Schaick, einer  ältesten Familien in Albany.
Das Grundstück 750 Broadway blieb bis 1875 unbebaut. Dann errichtete Jacob Sager, ein Fabrikant von Fensterzubehörteilen, sein Haus dort. Das Haus ist im italienisch anmutenden Stil gestaltet und ist mit seiner weitläufigen Balustrade und dem mit Kragsteinen versehenen Gesims typisch für Stadthäuser in den Vereinigten Staaten gegen Ende des 19. Jahrhunderts. Seine Familie lebte bis Ende des 19. Jahrhunderts in dem Haus.
Viele der Reihenhäuser am Broadway wurde in der Mitte und am Ende des 20. Jahrhunderts abgerissen hauptsächlich zu Zwecken der Stadterneuerung. Eine weitere große Lücke verursachte der Bau des Bundesgebäudes auf der Südseite der Straße im Jahr 1969.